# Солнце-Дубрава
Солнце-Дубрава — село в Рамонском районе Воронежской области.
Входит в состав Горожанского сельского поселения.

## География

### Улицы
- ул. Весёлая
- ул. Грибоедова
- ул. Зелёная
- ул. Солнечная

## Население
| 2010 |
| ---- |
| 64   |